# Terret Gris
Die Weißweinsorte Terret Gris ist eine Spielart der alten Sorte Terret aus dem Languedoc im Süden Frankreichs. Sie war dort weit verbreitet und belegte noch im Jahr 1958 rund 8.140 Hektar Rebfläche. Da die Sorte sehr krankheitsanfällig ist, wird sie schon seit langem kaum noch angepflanzt. Im Jahr 1999 wurden daher nur noch 201 Hektar bestockter Fläche registriert.
Zugelassen ist sie in den Languedoc-Appellationen Corbières, Minervois und Coteaux du Languedoc sowie in der Provence-Region Palette. In den aus mehreren Sorten verschnittenen Weißweinen bringt sie die Säure ein.
Gemeinsam mit den Sorten Terret Blanc und Terret Noir bildet sie die Familie der bekannten Spielarten des Terret.
Abstammung: Spielart von Terret
Synonyme: Bourret, Tarret, Terrain, Terret bourret, Terret rose

## Ampelographische Sortenmerkmale
In der Ampelographie wird der Habitus folgendermaßen beschrieben:
- Die Triebspitze ist offen. Sie ist stark weißwollig bis filzig behaart, grünlich mit leicht rötlichfarbenem Anflug. Die bronzefarben gefleckten, blasigen Jungblätter sind nur leicht behaart.
- Die mittelgroßen und dicken Blätter sind fünflappig und mäßig tief gebuchtet. Die Stielbucht ist lyren-förmig offen, wobei die Spitzen am Ende der Stielbucht leicht überlappen. Das Blatt ist stumpf gezahnt. Die Zähne sind im Vergleich zu anderen Rebsorten mittelweit gesetzt.
- Die konus- bis walzenförmige Traube ist mittelgroß bis groß und dichtbeerig. Die länglichen Beeren sind mittelgroß und von leicht gräulicher Farbe.

Die Rebsorte reift ca. 30–35 Tage nach dem Gutedel und gilt somit als spät reifend.
Die Sorte ist anfällig gegen den Echten und den Falschen Mehltau, wird jedoch kaum von der Grauschimmelfäule betroffen.